# WMGタッグ王座
WMGタッグ王座（ダブリュー・エム・ジー・タッグおうざ）は、リキプロが管理、認定していた王座。「WMG」は「World Magma the Greatest」の略。

## 歴史
2003年、WJプロレスが創設。8月21日、WJ大阪府立体育会館大会で行われた初代王座決定タッグトーナメントに優勝した天龍源一郎&長州力組が初代王者になった。11月、レギュラー参戦していた王者の天龍がWJを離脱により、空位となって事実上封印状態となる。
2004年8月、管理団体がリキプロに移って王座が復活。
2006年、空位となって事実上封印状態となる。

## 歴代王者
| 歴代  | タッグチーム              | 防衛回数 | 獲得日付      | 獲得場所 （対戦相手・その他）                           |
| ----- | ------------------------- | -------- | ------------- | ------------------------------------------------------- |
| 初代  | 天龍源一郎&長州力         | 0        | 2003年8月21日 | 大阪府立体育会館 越中詩郎&新崎人生 2003年11月空位       |
| 第2代 | 金村キンタロー&BADBOY非道 | 0        | 2004年8月19日 | 後楽園ホール ケンドー・カシン&石井智宏 2005年1月5日返上 |
| 第3代 | 黒田哲広&BADBOY非道       | 0        | 2005年4月16日 | 後楽園ホール 金村キンタロー&石井智宏 2006年封印         |